# Stylurus gideon
Stylurus gideon – gatunek ważki z rodziny gadziogłówkowatych (Gomphidae).